# Guinayangan
Guinayangan est une municipalité de la province de Quezon, aux Philippines.